# 태국 국립도서관

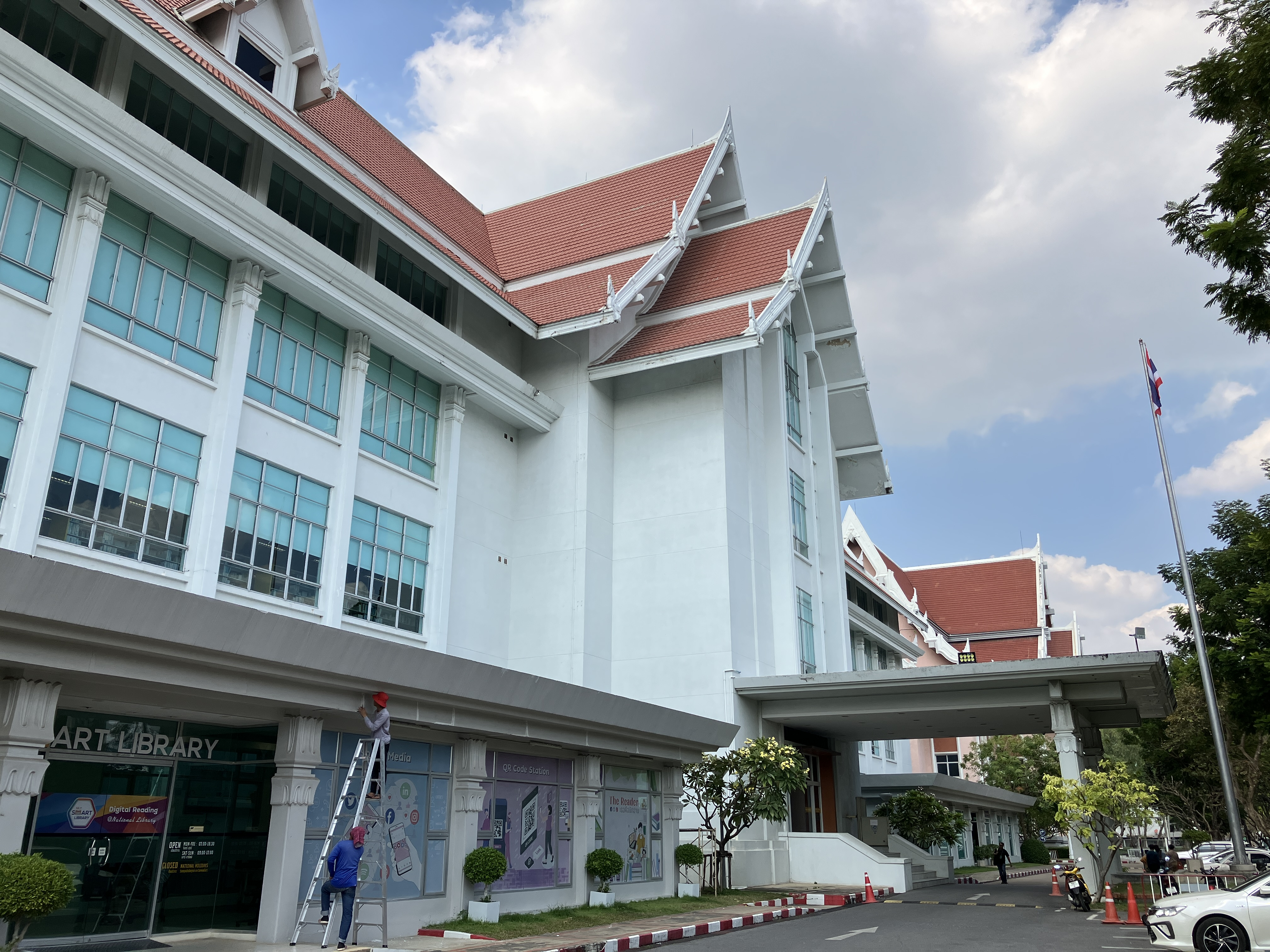
타 와수크리의 본관

태국 국립도서관(National Library of Thailand, 태국어: หอสมุดแห่งชาติ, RTGS: Ho Samut Haeng Chat th)은 태국의 납본 제도 도서관이자 저작권 도서관이다. 1905년 10월 12일 기존의 세 왕실 도서관이 합병된 후 공식적으로 설립되었으며, 아시아에서 가장 오래된 국립 도서관 중 하나이다. 태국 방콕의 문화부 미술국 관할 하에 운영된다.
2023 회계연도에 태국 국립도서관은 약 3,700만 바트, 즉 100만 달러가 조금 넘는 예산을 가졌다. 같은 해에 도서관은 135명의 직원을 고용했고, 500만 점 이상의 실물 자료를 소장했으며, 20만 명 이상의 이용자가 방문했다.

## 배경

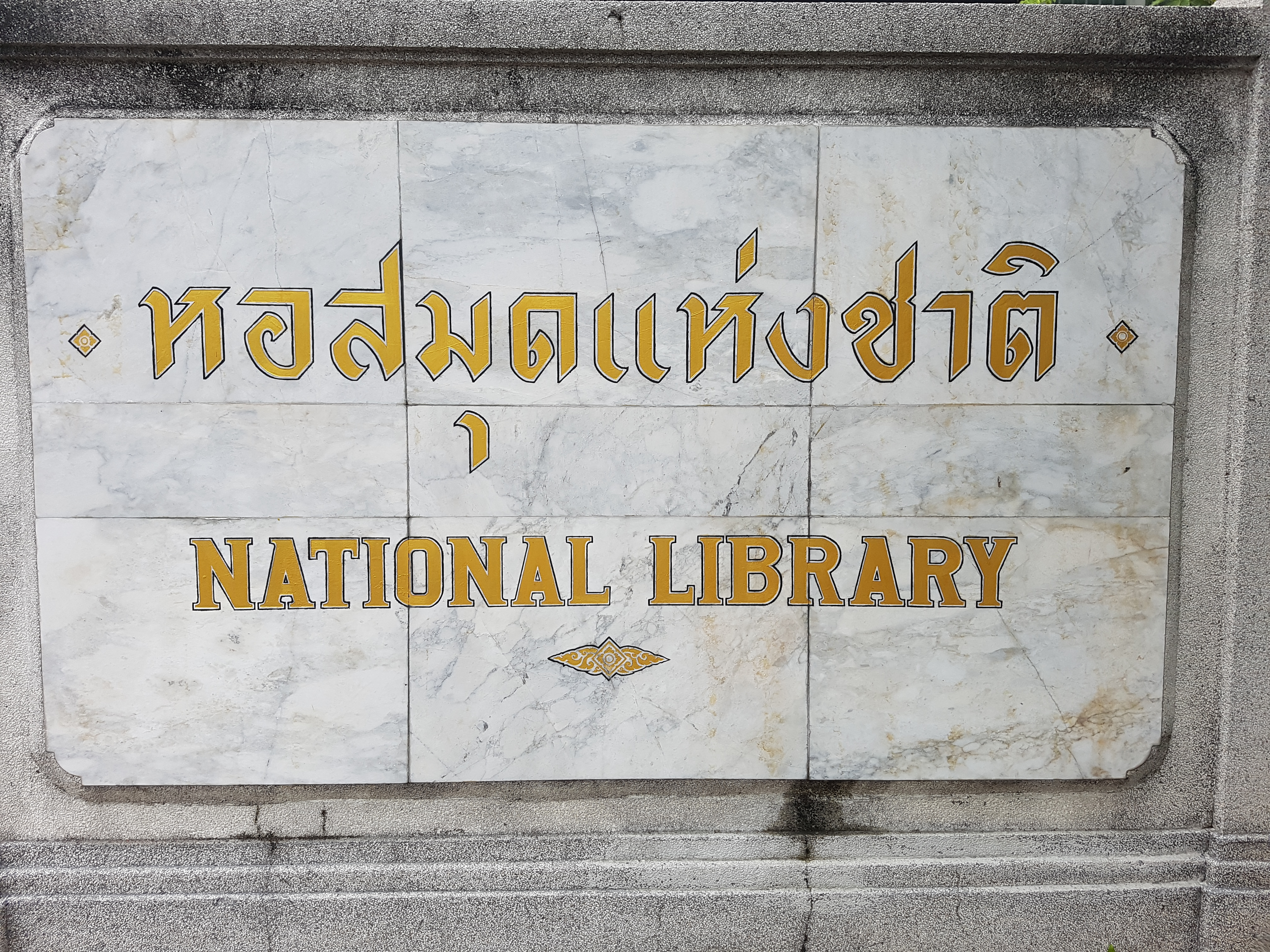
태국 국립도서관 표지판

태국 국립도서관의 주요 임무는 매체에 관계없이 모든 국가 지적 재산을 수집, 저장, 보존 및 정리하는 것이다. 소장품에는 패엽, 석각, 태국 전통 서적, 인쇄 출판물뿐만 아니라 시청각 자료 및 디지털 자료도 포함된다. 이 도서관은 전국 시민들에게 봉사하는 국가 정보 자원이다.
국립도서관은 오랜 역사를 가지고 있다. 그 전신은 1880년대 초 몽쿳 왕(라마 4세)의 아들과 딸들이 그들의 왕실 아버지를 기리기 위해 설립한 프라 와찌라얀 왕실 도서관(หอสมุดพระวชิรญาณ)이었다. 1889년 쭐랄롱꼰 왕은 도서관 관리를 인수하기로 결정했지만, 1897년 유럽 방문에서 돌아온 후에야 와찌라얀 도서관을 수도에 헌정하겠다는 뜻을 밝혔다.
1905년 만디라 다르마 도서관, 와찌라야나 도서관, 붓다싸나싼가하 도서관 세 곳이 쭐랄롱꼰 왕의 명으로 합병되어 "수도 와찌라야나 도서관" 또는 국립 도서관으로 개명되었다. 이 도서관은 그 날짜 이후로 왕실의 후원 아래 유지되었다.
왕실 도서관들이 국립 도서관으로 합쳐지기 전에는 일반 대중이 도서관을 이용할 수 없는 경우가 많았다. 도서관은 회원제로 운영되었으며, 회원이 되려면 도서관 위원회의 투표를 거쳐야 했고 월 회비를 지불해야 했다. 1905년 재헌정 이후 일반 대중은 열람실에서 자료를 열람할 수 있었지만, 도서관 역사상 나중에야 도서관 밖으로 책을 대출할 수 있게 되었다.
1933년 민주화 개혁 이후, 미술국이 설립되어 왕실 칙령에 따라 와찌라야나 도서관의 행정을 맡게 되었다. 이후 "국립도서관"으로 개명되었다. 1966년 국립도서관은 방콕의 삼센 로드로 이전되었으며 현재 문화부의 관리를 받고 있다.

## 문화유산
태국 국립도서관은 태국의 문화유산에 중요한 다양한 지적 재산을 보존하고 관리하는 장소이다. 이러한 문화유산의 예로는 석각, 패엽, 종이 필사본 및 기타 인쇄된 태국 자료가 있다. 국립도서관이 소장하고 있는 석각의 대부분은 창고에 보관되어 있지만, 약 1만 점의 필사본과 탁본은 디지털 형식으로 제공된다. 도서관은 다양한 문자로 쓰인 약 25만 점의 패엽을 소장하고 있으며, 그 중 다수는 팔리어로 쓰인 불경이다. 종이 필사본 컬렉션은 문학, 법률 문서(태국어: กฎหมาย), 행정 문서 등 대부분 세속적인 성격의 다양한 문서를 다룬다.

### 화장 도서
19세기 후반, 후에 국립도서관이 될 왕실 도서관의 태국 문학 소장품에서 중요한 부분은 화장 도서였다. 종종 도서관 필사본과 문학 텍스트의 재인쇄본을 포함하는 이 독특한 태국 문학 작품은 장례식에서 배포하기 위해 제작되었으며, 부유한 개인들이 자선 행위로 자금을 지원했다. 20세기 초 국립도서관이 소장하고 있던 태국 도서의 대부분이 화장 도서였을 것으로 추정된다.

### 패엽
2023년, 태국 국립도서관이 소장한 프라 탓 파놈 연대기를 담은 패엽 컬렉션은 유네스코 세계기록유산에 공식적으로 등재되었다. 이 필사본 컬렉션에는 중요한 불교 경전이자 비교 연구에 유용한 연대기의 10가지 버전이 포함되어 있다.

## 개요 역사
| 연도      | 사건 |
| --------- | --- |
| 1905      | 라마 5세 국왕에 의해 세 왕실 도서관이 합쳐져 국립도서관(호 프라사뭇사무랍 프라나콘)으로 불리게 되었다. |
| 1916      | 수도 와찌라야나 도서관이 왓 마하탓 동쪽의 타와라와투 건물로 이전되었다. |
| 1925      | 인쇄 자료 소장품은 타와라와투 건물에 보관되었으며, 이후 라마 7세 국왕에 의해 "와찌라웃 도서관"으로 개명되었다. 모든 원본 고대 필사본과 태국 도금 책장은 시바목카비만 홀로 이전되어 "와찌라야나 도서관"으로 개명되었다. |
| 1933      | 도서관은 미술국 산하 "도서관 부서"로 편입되었으며, 국립도서관으로 개명되었다. |
| 1947      | 담롱 라자누팝 기념 도서관이 설립되었으며, 이후 란 루앙 로드의 바라디스 궁전 부지 내 새 건물로 이전되었다. |
| 1966      | 국립도서관이 삼센 로드로 이전되었다. |
| 1972–2009 | 16개 지방 국립도서관 분관 설립 |
| 1979      | 타와라와투 건물에 나라팁 사회과학 연구 센터 설립 |
| 1981      | 와찌라웃 왕 기념관이 건립되어 왕실 개인 소장품과 왕실 밀랍 인형, 라마 6세 왕의 두싯 타니 실험 민주 도시를 전시하게 되었다.                                                                                             |
| 1990      | 푸미폰 아둔야뎃 왕 도서관 건물 개관. |
| 1994      | 시린돈 공주 음악 도서관 개관. |
| 1997      | 라마 9세 왕 음악 도서관 개관. |
| 1999      | 랏 크라방 국립도서관 분관 개관. |
| 2000      | 쭐랄롱꼰 왕 기념관이 타와라와투 건물 내 영구 전시회를 통해 왕실 활동 정보를 기리고 기념하는 왕실 활동 정보의 중심지로 설립되었다.                                                                                      |
| 2011      | 국립도서관이 기존 건물과 같은 지역의 새 건물로 이전하여 10월 3일 재개관했다. |
| 2017      | 기존 건물이 보수되어 10월 17일 대중에게 재개관했다. |

## 사명 선언문
1. 국가 지적 재산을 수집, 목록화 및 연구한다.
2. 국가 지적 재산의 보관 및 보존을 위한 표준을 개발한다.
3. 국가 지적 재산의 가치를 창출하고 증대한다.
4. 도서관의 다양한 이용자들에게 서비스를 제공하기 위한 시스템을 개발한다.
5. 국가의 지적 재산 유산을 관리하기 위한 시스템을 개발한다.

## 도서관 서비스
태국 국립도서관은 이용자의 정보 요구를 충족시키는 접근 가능한 자료와 서비스를 개발하는 데 큰 진전을 이루었다. 2023년 현재, 도서관은 공동 작업 공간, 카페, 그리고 이용자들이 태국 영화의 고전 영화를 볼 수 있는 극장 등 여러 새로운 환경과 프로그램을 대면 도서관 서비스에 추가했다. 2023년 현재 활발히 운영되는 또 다른 프로그램은 독서실을 직접 이용할 수 없는 도서관 이용자에게 우편으로 도서관 자료를 제공하는 "독자 프로젝트"였다.
2015년부터 도서관은 일반 대중에게 물리적 자료의 일부에 대한 접근을 제공하기 위해 대규모 디지털화 프로세스를 시작했다. 디지털화 대상 자료의 대부분은 문서, 영화, 오래된 사진을 포함한다. 2023년에만 도서관은 56,000점의 자료를 디지털화했다.